# Miles Norris
Miles Benjamin Norris (San Francisco, 15 aprile 2000) è un cestista statunitense, professionista nella NBA con gli Boston Celtics e in G League con i Maine Celtics.

## Carriera
Dopo aver giocato al college per la University of Oregon, il CC di San Francisco e l'UC Santa Barbara, decide di candidarsi al Draft NBA 2023, non venendo però scelto e rimanendo undrafted. Trascorre quindi i successivi due anni in NBA G League tra College Park Skyhawks e Memphis Hustle, con in mezzo un'esperienza all'estero al Cagdas Bodrumspor in Turchia. Nel 2025 esordisce in NBA con i Boston Celtics, con i quali firma un two-way contract.

## Statistiche

### College
| Anno      | Squadra      | PG  | PT | MP   | TC%  | 3P%  | TL%  | RP  | AP  | PRP | SP  | PP   |
| --------- | ------------ | --- | -- | ---- | ---- | ---- | ---- | --- | --- | --- | --- | ---- |
| 2018-2019 | Oregon Ducks | 27  | 0  | 10,5 | 54,0 | 24,0 | 50,0 | 1,9 | 0,1 | 0,5 | 0,3 | 3,3  |
| 2020-2021 | UCSB Gauchos | 27  | 25 | 25,5 | 48,1 | 37,8 | 75,7 | 4,6 | 1,8 | 0,7 | 0,9 | 9,7  |
| 2021-2022 | UCSB Gauchos | 28  | 28 | 29,4 | 44,7 | 35,6 | 79,4 | 5,6 | 1,3 | 0,8 | 0,6 | 10,3 |
| 2022-2023 | UCSB Gauchos | 35  | 35 | 33,5 | 49,0 | 39,1 | 84,4 | 6,1 | 1,2 | 1,1 | 0,8 | 14,1 |
| Carriera  | Carriera     | 117 | 88 | 25,4 | 48,0 | 36,7 | 77,2 | 4,6 | 1,1 | 0,8 | 0,7 | 9,7  |

### NBA

#### Regular Season
| Anno      | Squadra        | PG | PT | MP   | TC%  | 3P%  | TL%  | RP  | AP  | PRP | SP  | PP  |
| --------- | -------------- | -- | -- | ---- | ---- | ---- | ---- | --- | --- | --- | --- | --- |
| 2024-2025 | Boston Celtics | 3  | 0  | 11,7 | 22,2 | 28,6 | 50,0 | 3,0 | 0,0 | 0,7 | 0,3 | 2,3 |
| Carriera  | Carriera       | 3  | 0  | 11,7 | 22,2 | 28,6 | 50,0 | 3,0 | 0,0 | 0,7 | 0,3 | 2,3 |

### G League

#### Regular Season
| Anno      | Squadra        | PG | PT | MP   | TC%  | 3P%  | TL%  | RP  | AP  | PRP | SP  | PP   |
| --------- | -------------- | -- | -- | ---- | ---- | ---- | ---- | --- | --- | --- | --- | ---- |
| 2023-2024 | C.P. Skyhawks  | 45 | 43 | 29,2 | 44,1 | 35,6 | 74,5 | 6,0 | 1,2 | 1,0 | 0,8 | 11,6 |
| 2024-2025 | Memphis Hustle | 36 | 36 | 30,6 | 46,5 | 38,5 | 76,9 | 5,5 | 1,5 | 1,1 | 0,6 | 17,1 |
| 2024-2025 | Maine Celtics  | 8  | 5  | 29,8 | 44,7 | 39,3 | 100  | 6,4 | 1,3 | 0,6 | 0,4 | 14,5 |
| Carriera  | Carriera       | 89 | 84 | 29,9 | 45,3 | 37,5 | 76,7 | 5,8 | 1,3 | 1,0 | 0,7 | 14,1 |

#### Playoffs
| Anno     | Squadra       | PG | PT | MP   | TC%  | 3P%  | TL%  | RP  | AP  | PRP | SP  | PP   |
| -------- | ------------- | -- | -- | ---- | ---- | ---- | ---- | --- | --- | --- | --- | ---- |
| 2025     | Maine Celtics | 3  | 3  | 32,6 | 72,4 | 63,6 | 57,1 | 6,7 | 0,0 | 1,3 | 1,0 | 20,7 |
| Carriera | Carriera      | 3  | 3  | 32,6 | 72,4 | 63,6 | 57,1 | 6,7 | 0,0 | 1,3 | 1,0 | 20,7 |